# Bruno Ablaß

Bruno Ablaß (1907)

Bruno Ablaß (* 10. Mai 1866 in Bunzlau; † 24. September 1942 in Hirschberg) war ein deutscher Rechtsanwalt und Notar sowie ein Politiker der DDP.

## Leben und Beruf
Er war der Sohn von Syndikus Robert Ablaß. Ablaß, der evangelischen Glaubens war, legte 1884 das Abitur auf dem Johannesgymnasium Breslau ab. Anschließend nahm er dort ein Studium der Rechtswissenschaften auf, das er 1888 mit dem Referendarexamen abschloss. Ablaß gehörte seit dem Studium der Burschenschaft Arminia Breslau an. 1891 wurde er in Heidelberg zum Doktor der Rechte promoviert. Ein Jahr später legt er die Große Juristische Staatsprüfung ab. Seit 1893 war er in Hirschberg als Rechtsanwalt zugelassen, 1903 folgte die Zulassung als Notar. Er war Vorsitzender des örtlichen Spar- und Bauvereins. 1918 wurde er in den Vorstand der Anwaltskammer Breslau gewählt. Er gehörte außerdem der Kreissynode der örtlichen evangelischen Kirche an.
Sein Neffe Friedrich Ablass (1895–1949) gehörte in der Weimarer Zeit dem Hamburger Landesvorstand der Deutschen Staatspartei an und war Mitbegründer der Hamburger FDP, deren erstem Landesvorstand er angehörte.

## Politik
Ablaß war Vorsitzender des Liberalen Bürgervereins in Hirschberg und gehörte der Fortschrittlichen Volkspartei an. Er beteiligte sich 1918 an der Gründung der DDP.
Der Stadtverordnetenversammlung von Hirschberg gehörte Ablaß seit 1896 an. 1918 wurde er Stadtverordnetenvorsteher. Von 1913 bis 1918 gehörte er für den Wahlkreis Hirschberg dem Reichstag des Kaiserreiches an. 1919/20 war er Mitglied der Weimarer Nationalversammlung. In der zweiten Lesung der Weimarer Reichsverfassung am 2. Juli 1919 sprach er sich gegen die Forderung der USPD aus, den deutschen Staat von „Deutsches Reich“ in „Deutsche Republik“ umzubenennen aus. Er begründete dies damit, dass die Bezeichnung „Reich“ nicht mehr für eine Monarchie stehe und auch bei der Staatsbezeichnung „Frankreich“ keiner auf die Idee käme, es handele sich um ein Kaiserreich, sondern allgemein bekannt sei, dass es sich um eine Republik handele.
1919 veröffentlichte er im DDP-nahen Reichsverlag Hermann Kalkoff Des Deutschen Reiches Verfassung, ein Handbuch für das deutsche Volk, an dem Hans Gustav Erdmannsdörffer mitwirkte und zu dem Conrad Haußmann das Geleitwort schrieb.